# Asaf
Asaf eller Asaph (hebreiska för "Gud har samlat") kan syfta på:
- Asaf, biblisk gestalt, far till Joach (2 Kung. 18:18, 37)
- Asaf, son till Berekja, en gershomit, ledare av Davids kör (1 Krön. 6:39). Psalm 50 och 73-83 tillskrivs honom.
- Asaf, en ättling till leviten Korach (1 Krön. 26:1)
- Asaf, skogsförvaltare under den persiske kungen Artaxerxes I (Neh. 2:8)